# MSC Fantasia
MSC Fantasia (Фантазія) — круїзний лайнер, власником якого є компанія MSC. Експлуатацію розпочато в грудні 2008. Це був найбільший корабель в родині середземноморської корабельної комппанії разом із своїм побратимом того ж класу Сплендідою (MSC Splendida), до появи Дівіни (MSC Divina) (2012) та Преціози (MSC Preziosa) (2013).
MSC Fantasia приєднався до своєї родини кораблів 11 грудня 2008. Назву офіційно отримав 18 грудня 2008, в Наполі за участи Софії Лорен,, розпочавши тоді ж свою першу мандрівку. Здійснивши перший круїз, корабель став флагманом компанії.